# Scott Wedgewood
Scott Wedgewood (né le 14 août 1992 à Brampton en Ontario) est un joueur professionnel canadien de hockey sur glace. Il évolue actuellement au poste de gardien de but.

## Biographie

### Carrière en club

#### Carrière junior
Wedgewood est repêché 130e au total par les Whalers de Plymouth lors du repêchage de la LHO 2008. Il fait ses débuts dans la LHO, le 19 septembre 2008, dans une défaite de 6-1 contre les Otters d'Érié.

#### Carrière professionnelle
Il est repêché en 3e ronde, à la 84e position par les Devils du New Jersey au repêchage d'entrée dans la LNH 2010. Le 19 mars 2012, il signe son contrat d'entrée dans la LNH avec les Devils du New Jersey.
Il fait le saut chez les pros avec les Titans de Trenton, dans la ECHL au début de la saison 2012-2013. Vers la fin de la saison, le 9 mars 2013, il fait ses débuts dans la Ligue américaine de hockey avec les Devils d'Albany dans une victoire de 4-1 contre les Sound Tigers de Bridgeport.
Le 17 mars 2014, il est nommé joueur de la semaine dans la LAH après avoir obtenu 2 blanchissages d'affilée, le premier à réaliser ce fait d'arme dans l'histoire des Devils d'Albany.
Le 22 juin 2015, Wedgewood est re-signé par les Devils pour 2 ans et 1 175 000 $.
Il joue son premier match dans la LNH, le 20 mars 2016 contre les Blue Jackets de Columbus, et il le remporte par la marque de 2-1. Dès le match suivant, le 24 mars 2016, il enregistre son premier blanchissage en carrière dans un gain de 3-0 contre les Penguins de Pittsburgh. Il bloque 39 tirs dans le match.
Le 25 juillet 2017, il est encore re-signé par les Devils avec un contrat de un an et 650 000 $.
Le 28 octobre 2017, il est échangé au Coyotes de l'Arizona contre un choix de 5e ronde au repêchage de 2018 (Akira Schmid).
Le 21 février 2018, Wedgewood est échangé au Kings de Los Angeles avec Tobias Rieder contre Darcy Kuemper.
Le 1er juillet 2018, il signe un contrat de un an et 700 000 $ avec les Sabres de Buffalo. Il joue une saison pour les Americans de Rochester, le club-école des Sabres dans la Ligue américaine de Hockey, et le 1er juillet 2019, il signe un contrat de 1 an avec le Lightning de Tampa Bay.
Le 11 octobre 2020, il signe un contrat de un an avec les Devils du New Jersey. L'année suivante, le 6 juillet 2021, il est re-signé par les Devils pour un an et 700 000 $. Il joue 3 matchs pour les Devils et le 4 novembre 2021, il est réclamé au ballottage par les Coyotes de l'Arizona.
Le 30 novembre 2024, il est échangé à l'Avalanche du Colorado en retour de Justus Annunen.

### En équipe nationale
Il a gagné une médaille de bronze au championnat du monde junior de hockey 2012.

## Statistiques

### En club
| Saison    | Équipe                  | Ligue |    | Saison régulière | Saison régulière | Saison régulière | Saison régulière | Saison régulière | Saison régulière | Saison régulière | Saison régulière | Saison régulière | Saison régulière |   | Séries éliminatoires | Séries éliminatoires | Séries éliminatoires | Séries éliminatoires | Séries éliminatoires | Séries éliminatoires | Séries éliminatoires | Séries éliminatoires | Séries éliminatoires |
| Saison    | Équipe                  | Ligue | PJ | V                | D                | Pr/N             | Min              | BC               | Moy              | % Arr            | Bl               | Pun              | PJ               | V | D                    | Min                  | BC                   | Moy                  | % Arr                | Bl                   | Pun                  |                      |                      |
| 2008-2009 | Whalers de Plymouth     | LHO   | 6  | 0                | 2                | 0                | 158              | 12               | 4,56             | 88               | 0                | 0                | 3                | 0 | 0                    | 26                   | 2                    | 4,62                 | 93,1                 | 0                    | 0                    |                      |                      |
| 2009-2010 | Whalers de Plymouth     | LHO   | 18 | 5                | 9                | 0                | 938              | 51               | 3,26             | 90,9             | 1                | 0                | 4                | 1 | 1                    | 116                  | 4                    | 2,07                 | 95,6                 | 0                    | 0                    |                      |                      |
| 2010-2011 | Whalers de Plymouth     | LHO   | 55 | 28               | 18               | 2                | 3 046            | 152              | 2,99             | 90,8             | 2                | 0                | 10               | 4 | 6                    | 606                  | 33                   | 3,27                 | 92,3                 | 0                    | 0                    |                      |                      |
| 2011-2012 | Whalers de Plymouth     | LHO   | 43 | 28               | 10               | 3                | 2 482            | 125              | 3,02             | 91,1             | 3                | 2                | 13               | 7 | 6                    | 781                  | 31                   | 2,38                 | 92,8                 | 2                    | 0                    |                      |                      |
| 2012-2013 | Titans de Trenton       | ECHL  | 48 | 20               | 22               | 5                | 2 741            | 147              | 3,22             | 90               | 1                | 2                | -                | - | -                    | -                    | -                    | -                    | -                    | -                    |                      |                      |                      |
| 2012-2013 | Devils d'Albany         | LAH   | 5  | 2                | 2                | 0                | 242              | 14               | 3,47             | 88,6             | 0                | 0                | -                | - | -                    | -                    | -                    | -                    | -                    | -                    |                      |                      |                      |
| 2013-2014 | Devils d'Albany         | LAH   | 36 | 16               | 14               | 3                | 1 980            | 79               | 2,39             | 89,9             | 4                | 2                | -                | - | -                    | -                    | -                    | -                    | -                    | -                    |                      |                      |                      |
| 2014-2015 | Devils d'Albany         | LAH   | 36 | 13               | 14               | 6                | 2 014            | 92               | 2,74             | 90,3             | 2                | 0                | -                | - | -                    | -                    | -                    | -                    | -                    | -                    |                      |                      |                      |
| 2015-2016 | Devils d'Albany         | LAH   | 22 | 14               | 3                | 3                | 1 241            | 32               | 1,55             | 93,3             | 2                | 2                | 11               | 6 | 5                    | 662                  | 30                   | 2,72                 | 89,7                 | 0                    |                      |                      |                      |
| 2015-2016 | Thunder de l'Adirondack | ECHL  | 1  | 1                | 0                | 0                | 60               | 2                | 2,00             | 95,1             | 0                | 0                | -                | - | -                    | -                    | -                    | -                    | -                    | -                    |                      |                      |                      |
| 2015-2016 | Devils du New Jersey    | LNH   | 4  | 2                | 1                | 1                | 240              | 5                | 1,25             | 95,7             | 1                | 0                | -                | - | -                    | -                    | -                    | -                    | -                    | -                    |                      |                      |                      |
| 2016-2017 | Devils d'Albany         | LAH   | 10 | 5                | 3                | 0                | 550              | 20               | 2,18             | 91,2             | 0                | 0                | -                | - | -                    | -                    | -                    | -                    | -                    | -                    |                      |                      |                      |
| 2017-2018 | Devils de Binghamton    | LAH   | 1  | 0                | 0                | 0                | 60               | 1                | 1,00             | 97,3             | 0                | 0                | -                | - | -                    | -                    | -                    | -                    | -                    | -                    |                      |                      |                      |
| 2017-2018 | Coyotes de l'Arizona    | LNH   | 20 | 5                | 9                | 4                | 1 097            | 63               | 3,45             | 89,3             | 1                | 2                | -                | - | -                    | -                    | -                    | -                    | -                    | -                    | -                    |                      |                      |
| 2017-2018 | Reign d'Ontario         | LAH   | 6  | 2                | 1                | 0                | 281              | 15               | 3,21             | 90,1             | 0                | 0                | -                | - | -                    | -                    | -                    | -                    | -                    | -                    | -                    |                      |                      |
| 2018-2019 | Americans de Rochester  | LAH   | 48 | 28               | 16               | 1                | 2 712            | 121              | 2,68             | 90,8             | 5                | 0                | 3                | 0 | 3                    | 180                  | 9                    | 3,00                 | 86,2                 | 0                    | 0                    |                      |                      |
| 2019-2020 | Crunch de Syracuse      | LAH   | 26 | 13               | 8                | 2                | 1 414            | 71               | 3,01             | 89,3             | 1                | 0                | -                | - | -                    | -                    | -                    | -                    | -                    | -                    | -                    |                      |                      |
| 2020-2021 | Devils du New Jersey    | LNH   | 16 | 3                | 8                | 3                | 888              | 46               | 3,11             | 90,0             | 2                | 0                | -                | - | -                    | -                    | -                    | -                    | -                    | -                    | -                    |                      |                      |
| 2021-2022 | Devils du New Jersey    | LNH   | 3  | 0                | 2                | 0                | 169              | 9                | 3,19             | 88               | 0                | 0                | -                | - | -                    | -                    | -                    | -                    | -                    | -                    | -                    |                      |                      |
| 2021-2022 | Coyotes de l'Arizona    | LNH   | 26 | 10               | 12               | 2                | 1 481            | 78               | 3,16             | 91,1             | 0                | 0                | -                | - | -                    | -                    | -                    | -                    | -                    | -                    | -                    |                      |                      |
| 2021-2022 | Stars de Dallas         | LNH   | 8  | 3                | 1                | 3                | 452              | 23               | 3,05             | 91,3             | 1                | 0                | -                | - | -                    | -                    | -                    | -                    | -                    | -                    | -                    |                      |                      |
| 2022-2023 | Stars de Dallas         | LNH   | 21 | 9                | 8                | 3                | 1 127            | 51               | 2,72             | 91,5             | 1                | 0                | 3                | 0 | 0                    | 105                  | 4                    | 2,28                 | 86,2                 | 0                    | 0                    |                      |                      |
| 2022-2023 | Stars du Texas          | LAH   | 1  | 0                | 0                | 1                | 61               | 2                | 1,97             | 92,3             | 0                | 0                | -                | - | -                    | -                    | -                    | -                    | -                    | -                    | -                    |                      |                      |

### En équipe nationale
| Saison | Ligue                       |   | PJ | V | D | Pr/N | Min | BC   | Moy  | % Arr | Bl | Pun       |  | Résultat |
| 2012   | Championnat du monde junior | 3 | 2  | 0 | 0 | 149  | 6   | 2,42 | 91,5 | 1     | 0  | Troisième |  |          |